# 9792 Nonodakesan
9792 Nonodakesan è un asteroide della fascia principale. Scoperto nel 1996, presenta un'orbita caratterizzata da un semiasse maggiore pari a 2,3603864 UA e da un'eccentricità di 0,1531610, inclinata di 11,19560° rispetto all'eclittica.